# Pays-Bas aux Jeux olympiques d'été de 1996
Les Pays-Bas participent aux Jeux olympiques d'été de 1996 à Atlanta. 235 athlètes néerlandais y ont obtenu 19 médailles : 4 d'or, 5 d'argent et 10 de bronze.

## Médailles

### Médailles d'or
| Sport              | Discipline             | Sportifs | Performance |
| Médailles d'or : 4 |                        | |             |
| VTT                | cross-country masculin | Bart Brentjens |             |
| Volley-ball        | tournoi masculin       | Misha Latuhihin Henk Jan Held Brecht Rodenburg Guido Görtzen Richard Schuil Ron Zwerver Bas van de Goor Jan Posthuma Olof van der Meulen Peter Blangé Rob Grabert Mike van de Goor                                                                  |             |
| Aviron             | huit avec barreur      | Koos Maasdijk Ronald Florijn Jeroen Duyster Michiel Bartman Henk-Jan Zwolle Niels van der Zwan Niels van Steenis Diederik Simon Nico Rienks |             |
| Hockey sur gazon   | tournoi masculin       | Jacques Brinkman Floris Jan Bovelander Maurits Crucq Marc Delissen Jeroen Delmee Taco van den Honert Erik Jazet Ronald Jansen Leo Klein Gebbink Bram Lomans Teun de Nooijer Wouter van Pelt Stephan Veen Guus Vogels, Tycho van Meer Remco van Wijk |             |

### Médailles d'argent
| Sport                  | Discipline | Sportifs | Performance |
| Médailles d'argent : 5 |            |          |             |
|                        |            |          |             |
|                        |            |          |             |
|                        |            |          |             |
|                        |            |          |             |
|                        |            |          |             |

### Médailles de bronze
| Sport                   | Discipline           | Sportifs       | Performance |
| Médailles de bronze : 9 |                      |                |             |
| Cyclisme sur piste      | vitesse individuelle | Ingrid Haringa |             |
|                         |                      |                |             |
|                         |                      |                |             |
|                         |                      |                |             |
|                         |                      |                |             |
|                         |                      |                |             |
|                         |                      |                |             |
|                         |                      |                |             |
|                         |                      |                |             |
|                         |                      |                |             |

## Athlètes engagé

### Cyclisme

#### Cyclisme sur route
L'équipe néerlandaise féminine de cyclisme sur route comprend trois coureuses : Elsbeth Vink, Ingrid Haringa et Yvonne Brunen. Elles disputent toutes la course en ligne et Yvonne Brunen participe également au contre-la-montre.
| Course en ligne : - Yvonne Brunen : 26e - Elsbeth Vink : 28e - Ingrid Haringa : abandon | Contre-la-montre : - Yvonne Brunen : 19e |

L'équipe masculine néerlandaise pour la course en ligne est composée de cinq coureurs : Erik Breukink, Erik Dekker, Tristan Hoffman, Danny Nelissen et Aart Vierhouten. Erik Breukink et Erik Dekker disputent également le contre-la-montre.
| Course en ligne : - Erik Dekker : 38e - Erik Breukink : 45e - Aart Vierhouten : 56e - Tristan Hoffman : 108e - Danny Nelissen : 111e | Contre-la-montre : - Erik Dekker : 11e - Erik Breukink : 17e |

#### Cyclisme sur piste
Ingrid Haringa obtient les deux médailles néerlandaises de ces Jeux en cyclisme sur piste. Elle obtient la médaille d'argent de la course aux points. Dans le tournoi de vitesse individuelle, elle réalise le quatrième temps des qualifications. Elle accède ainsi au premier tour, lors duquel elle bat l'Estonienne Erika Salumäe. En quart de finale, elle bat la Canadienne Tanya Dubnicoff deux manches à une. Elle est ensuite éliminée par l'Australienne Michelle Ferris, deux manches à zéro. Lors du match pour la médaille de bronze, elle gagne face à l'Allemande Annett Neumann deux manches à une.
Chez les hommes, Dirk Jan van Hameren se classe douzième du kilomètre, Jarich Bakker, Robert Slippens, Richard Rozendaal et Peter Schep dont douzièmes de la poursuite par équipes. Peter Pieters est 21e de la course aux points et est éliminé dès les qualifications de la poursuite individuelle, lors desquelles il est rejoint par son adversaire.

#### VTT
Bart Brentjens remporte le cross-country masculin et devient le premier champion olympique en VTT. Elsbeth Vink se classe cinquième de la course féminine.